# Єфімов Олександр Павлович
Олександр Павлович Єфімов (нар. 5 листопада 1905, село Рословське Вологодського повіту Вологодської губернії, тепер Вологодського району Вологодської області, Російська Федерація — 25 травня 1980, місто Москва) — радянський державний діяч, 1-й секретар Іркутського обласного комітету ВКП(б), 1-й секретар Хабаровського крайового комітету ВКП(б), голова Горьковського облвиконкому, голова Горьковського міськвиконкому. Член ЦК КПРС у 1952—1956 роках. Депутат Верховної ради СРСР 2—3-го скликань.

## Життєпис
Народився в бідній селянській родині. У трирічному віці втратив батька. З восьми років працював у сільському господарстві. Потім був учнем слюсаря в слюсарних майстернях міста Вологди, працював на будівництві. У 1922 році вступив до комсомолу.
З 1925 року навчався на робітничому факультеті.
Член ВКП(б) з 1927 року.
До 1929 року — завідувач агітаційно-пропагандистського відділу Талшменського районного комітету ВКП(б) Північного краю.
У 1929—1934 роках — студент Московського інституту сталі і сплавів імені Сталіна.
У 1935 — березні 1937 року — помічник майстра, майстер, заступник начальника електросталеливарного цеху, начальник цеху Горьковського металургійного заводу імені Л. М. Кагановича.
У березні 1937 — 1938 року — директор Горьковського металургійного заводу імені Л. М. Кагановича.
У 1938 — березні 1941 року — голова виконавчого комітету Горьковської міської ради депутатів трудящих.
У березні 1941 — лютому 1943 року — 2-й секретар Горьковського міського комітету ВКП(б).
У лютому 1943 — 15 липня 1944 року — голова виконавчого комітету Горьковської обласної ради депутатів трудящих.
8 липня 1944 — 21 березня 1949 року — 1-й секретар Іркутського обласного комітету ВКП(б).
1 березня 1949 — 19 січня 1954 року — 1-й секретар Хабаровського крайового комітету ВКП(б) (КПРС).
У січні 1954 — 1957 року — 1-й заступник міністра лісової промисловості СРСР.
У 1957—1972 роках — торговий представник СРСР в Чехословаччині.
З 1972 року — персональний пенсіонер союзного значення в Москві.
Помер 25 травня 1980 року в Москві.

## Нагороди
- орден Леніна (4.06.1971)
- орден Трудового Червоного Прапора
- орден Червоної Зірки
- медалі